# Communauté de meubles et d'acquêts au Québec
La communauté de meubles et d'acquêts (également appelée communauté de biens) était le régime matrimonial par défaut au Québec jusqu'en 1970 pour les époux qui n'avaient pas choisi un régime matrimonial dans un contrat de mariage notarié. Bien qu'on le rencontre rarement aujourd'hui, il peut encore être choisi de nos jours par les époux dans un contrat de mariage notarié. Dans ce régime, les biens sont divisés entre biens propres, biens communs et biens réservés de la femme. 
Sous ce régime, les droits et pouvoirs sont différents pour le mari et la femme. Le mari administre seul les biens communs, tandis que la femme administre seule les biens réservés. Le mari a besoin de l'autorisation de sa femme pour donner un bien commun de valeur ou vendre l'immeuble et les biens de la famille. La femme a besoin de l'autorisation de son mari pour donner un bien réservé ou vendre un immeuble réservé ou les meubles de la famille. 